# Czaplice Wielkie

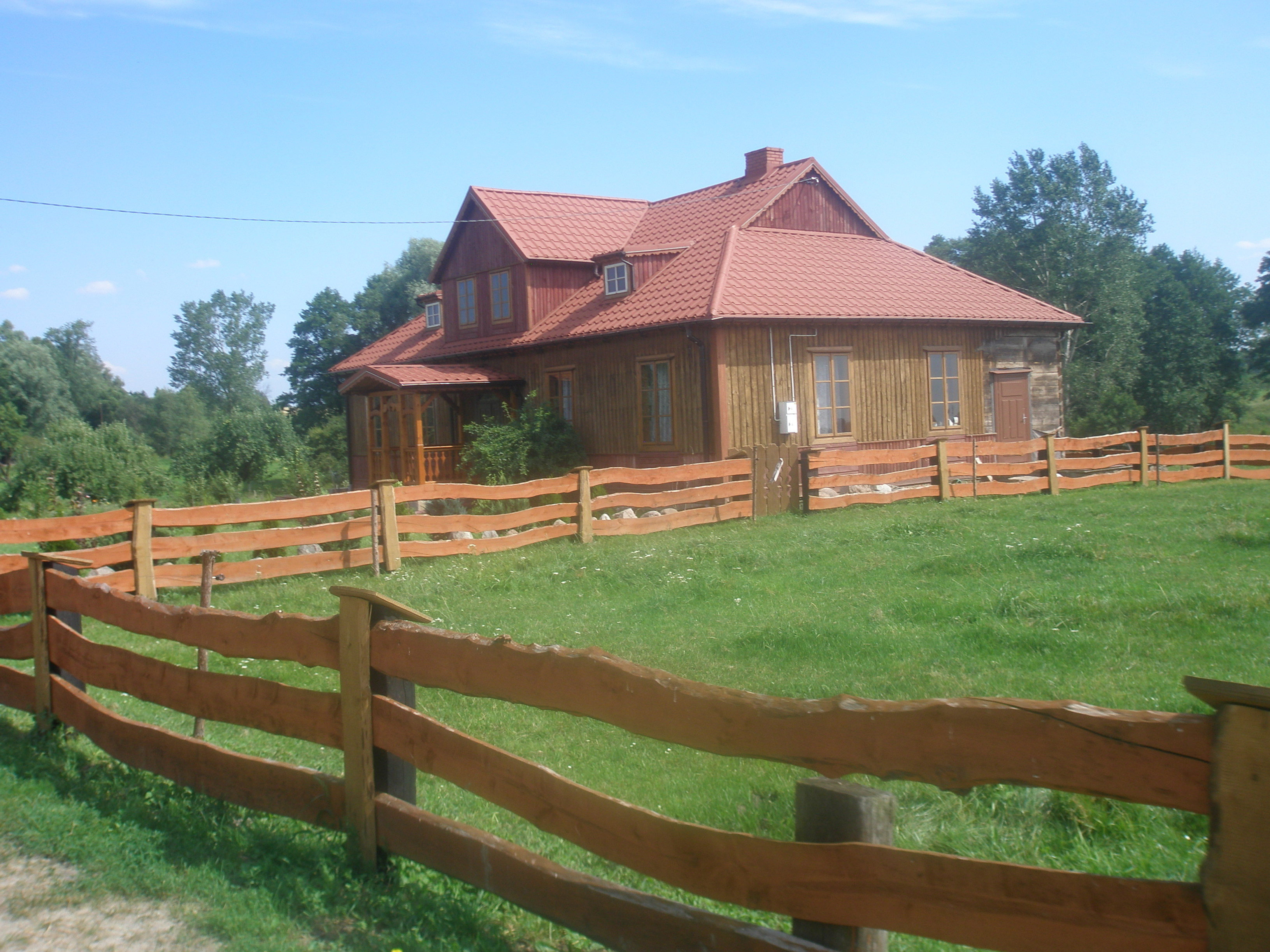
Dworek w Czaplicach Wielkich (2014)

Czaplice Wielkie – wieś sołecka w Polsce, położona w województwie mazowieckim, w powiecie przasnyskim, w gminie Chorzele, przy drodze wojewódzkiej nr 616.
| SIMC    | Nazwa            | Rodzaj    |
| ------- | ---------------- | --------- |
| 0507348 | Czaplice-Furmany | część wsi |
| 0507354 | Czaplice-Piłaty  | część wsi |

W latach 1975–1998 wieś administracyjnie należała do województwa ostrołęckiego.